# Theone filicornis
Theone filicornis là một loài bọ cánh cứng trong họ Chrysomelidae. Loài này được Jakob miêu tả khoa học năm 1957.